# 成雅铁路

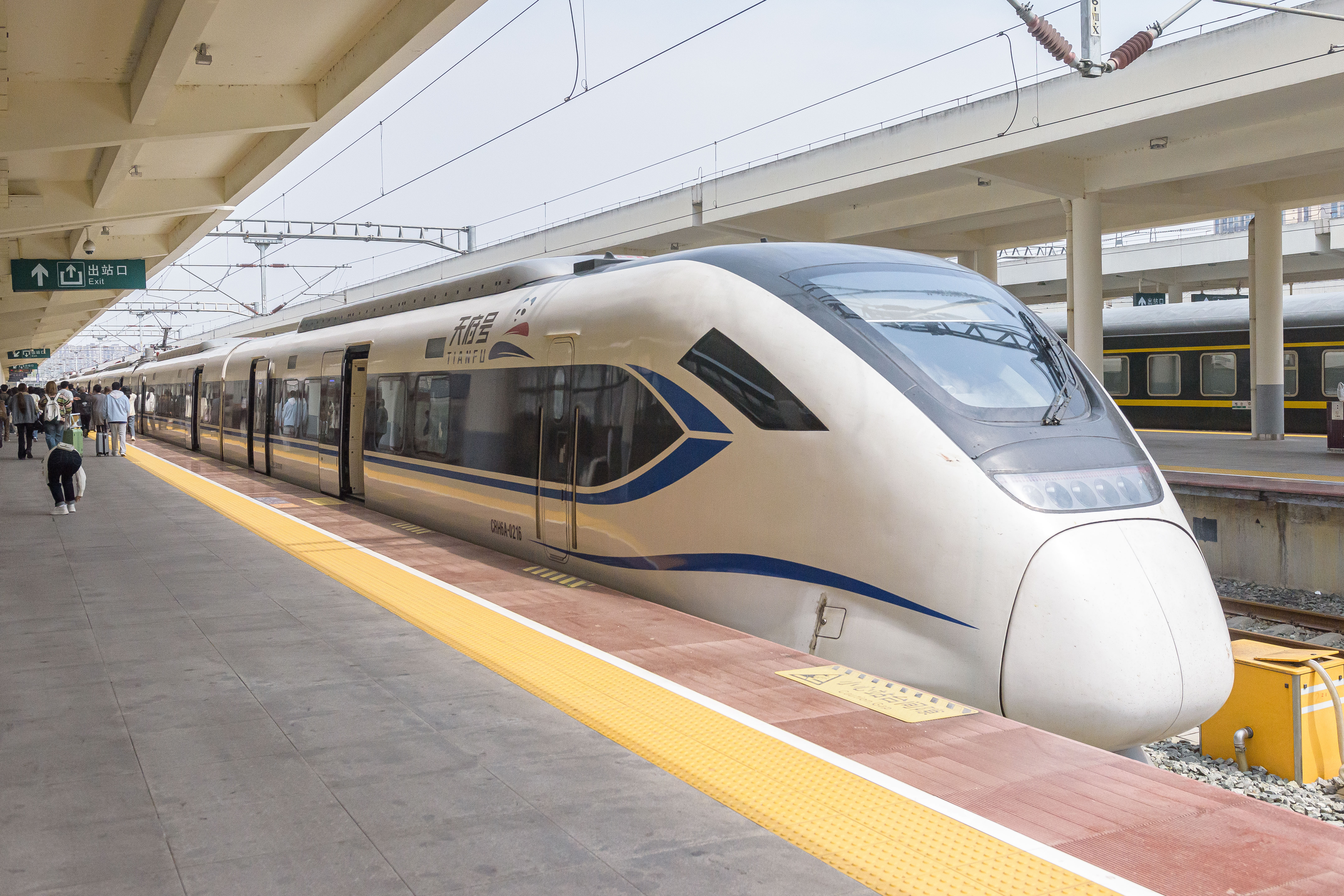
停靠在成都西站的成雅铁路本线用CRH6A

成雅铁路指成都和雅安之间的铁路，是川藏铁路的一部分，由成蒲铁路和成雅铁路朝阳湖至雅安段组成，于2018年12月28日开通。
成雅铁路起自成都铁路枢纽成都西站，沿线设温江站、羊马站、崇州站、大邑站、邛崃站、西来站、蒲江站、朝阳湖站（成蒲铁路至朝阳湖站止），再经名山站至终点站雅安站，共11个站，远期将连接川藏铁路雅安至康定段。在2019年1月5日中国铁路实行新的新的列车运行图后，计划每日开行动车组列车10对，周末加开3对，高峰另安排2对，由成都西站至雅安最快只需1小时17分。
虽然成雅铁路朝阳湖至雅安段为客货双用铁路，但成都西至朝阳湖段为客运专线，不具备货运能力，因此计划另行修建朝阳湖至彭山客货双用铁路（包含于川藏铁路项目中），设计时速160公里，全长约44公里，于彭山站与成昆铁路相接，满足雅安的铁路货运需求。